# Bán trục lớn

Bán trục lớn quỹ đạo, trên quỹ đạo elíp của hình vẽ, là một nửa độ dài đoạn thẳng nối điểm P và điểm A, ví dụ đoạn màu vàng bên trên, ký hiệu bởi chữ a.

Bán trục lớn là một tham số của một đường tiết diện conic. Bán trục lớn có độ dài bằng một nửa trục lớn. Bán trục lớn thường được ký hiệu bằng chữ a.

## Công thức hình học
Phương trình của đường conic trong tọa độ cực có thể viết là:
r = (1-e cos(θ)) l
với r là khoảng cách từ một điểm trên đường cắt đến tâm hệ tọa độ, θ là góc giữ đường nối từ tâm hệ tọa độ đến điểm đang quan tâm và trục hoành của hệ tọa độ, e là độ lệch tâm, l là một hằng số có thứ nguyên của khoảng cách (còn gọi là bán trực trục).
Nếu e<1, đường cắt là hình elíp; e==1, đường cắt là hình parabol; e>1, đường cắt là hình hypécbol.
Bán trục lớn là:
a = |l / (1-e2)|

### Hình elíp
Bán trục lớn bằng một nửa đường kính lớn nhất trên hình elíp.

### Hình hypécbol
Bán trục lớn bằng một nửa độ dài nhỏ nhất giữa hai điểm bất kỳ trên hai nhánh của hình hypécbol.

## Trong thiên văn học
Trong thiên văn học, bán trục lớn quỹ đạo thể hiện kích thước của quỹ đạo của một thiên thể đang chuyển động dưới lực hấp dẫn quanh một thiên thể khác.
Các bán trục lớn được ghi trong các hành tinh để tính cự li từ mặt trời tới hành tinh đó. Hành tinh đó được coi như là vệ tinh của mặt trời. Các vệ tinh nhỏ của các hành tinh cũng tương tự. Do đó ứng dụng: từ cự li của hành tinh X tới mặt trời và cự li của hành tinh Y tới mặt trời(tính bởi bán trục lớn) để có thể tính riêng cự li giữa hành tinh X & Y bằng cách dùng cự li nào xa hơn trừ cự li ngắn hơn. Ví dụ: Sao Mộc có BTL(bán trục lớn) là 778.412.027 km, Trái Đất có BTL là 149.597.887 km thì cự li giữa S.Mộc - Trái Đất là 778.412.027 - 149.597.887 = 628.814.140 km
nếu một con tàu có vận tốc ~300.000 km/h thì phải đi trong 628.814.140/300.000 = 2.096 giờ ~ 2.096/24 = 87 ngày ~ gần 3 tháng
Cách tính thời gian từ tháng của năm này tới tháng của năm kia trong thiên văn:
VD: từ tháng 5 năm 1990 tới tháng 6 năm 1994
sẽ là ((12-5)+1) + (12*((1994-1)-(1990+1)+1))+ 6 = 50 tháng

### Quỹ đạo elíp
Với quỹ đạo elíp, bán trục lớn bằng một nửa khoảng cách giữa cận điểm quỹ đạo và viễn điểm quỹ đạo. Đường nối cận điểm quỹ đạo và viễn điểm quỹ đạo là trục lớn là đường cận viễn hay củng tuyến.

### Liên hệ với chu kỳ quỹ đạo elíp

Đồ thị log-log của chu kỳ quỹ đạo T theo bán trục lớn a (trung bình của các khoảng cách cận và viễn điểm) của một số quỹ đạo trong hệ Mặt Trời (dấu chéo ký hiệu các giá trị của Kepler) cho thấy a³/T² là không đổi (đường màu xanh lục)

Chu kỳ quỹ đạo, T, liên hệ với bán trục lớn, a, qua:
{\displaystyle T=2\pi {\sqrt {a^{3}/\mu }}}
với:
μ là tham số hấp dẫn tiêu chuẩn
μ phụ thuộc vào khối lượng hệ các thiên thể, M, và hằng số hấp dẫn, G:
μ = G M
Công thức này tương đương với một định luật Kepler cho chuyển động của các hành tinh trong Hệ Mặt Trời. Định luật nói rằng T2 tỷ lệ thuận với a3, với hằng số tỷ lệ gần như không đổi cho mọi hành tinh, do khối lượng của hệ Mặt Trời và hành tinh cấu thành chủ yếu từ khối lượng Mặt Trời.